# Kurt Eisner
Kurt Eisner (Berlijn, 14 mei 1867 – München, 21 februari 1919) was een Duits journalist, dichter en politicus. Op 7 november 1918 leidde hij een opstand in Beieren en aansluitend was hij enkele maanden regeringsleider van de Vrijstaat Beieren.

## Vroege jaren
Kurt Eisner was de zoon van Emanuel Eisner, een joodse bemiddelde textielfabrikant, en van Hedwig Levenstein. Eisner studeerde filosofie en Germaanse filologie in Berlijn en ging aan het werk als journalist in Marburg. In 1892 trouwde hij met Elisabeth Hendrich, in 1917 zou hij van haar scheiden en later hertrouwen met Elise Belli. In totaal had Eisner zeven kinderen.
Van 1890 tot 1895 was hij redacteur van de Frankfurter Zeitung waarin hij een aanvallend artikel schreef over Keizer Wilhelm II. Hiervoor belandde hij negen maanden in de gevangenis. Na zijn vrijlating trad hij toe tot de sociaaldemocratische partij SPD, hoewel hij de marxistische ideologie van de partij niet deelde: filosofisch was hij eerder een aanhanger van het neokantianisme.

## Redacteur
Sinds 1899 werkte Eisner als redacteur bij de SPD-krant Vorwärts. Toen hij en  andere redacteuren tegen de wil van de partijleiding in revisionistische denkbeelden verdedigden, werd hij in 1905 bij deze krant ontslagen. 
Eisner vehuisde in 1907 naar München, waar volgens hem een veel vrijere sfeer heerste dan in Berlijn. Hij werkte er als onafhankelijk journalist voor verschillende bladen, waaronder de sociaaldemocratische krant Münchener Post. Hij schreef onder meer feuilletons en toneelkritieken en werd een bekend figuur in artistieke en intellectuele kringen.

## Eerste Wereldoorlog
Bij het uitbreken van de Eerste Wereldoorlog stond Eisner, net als de grote meerderheid van de sociaaldemocraten, achter de Duitse oorlogsinspanning, omdat hij vreesde dat Duitsland door tsaristisch Rusland werd bedreigd. Toen de oorlog bleef voortduren, veranderde hij van mening. Hij werd snel een overtuigd pacifist
In 1917 trad Eisner uit de SPD wegens haar steun aan de Duitse oorlogsvoering. Hij sloot zich in dat jaar aan bij de linkse afsplitsing van de SPD, de USPD (Unabhängige Sozialdemokratische Partei Deutschlands). In januari 1918 leidde hij een staking in een munitiefabriek in München. Samen met partijgenoten had hij tijdens deze staking onmiskenbaar de fabrieksarbeiders tot verdere acties proberen aan te zetten, waarvoor hij gearresteerd werd en veroordeeld tot een gevangenisstraf. Hij bracht negen maanden door in een cel van de Stadelheimgevangenis: in oktober werd hij vrijgelaten samen met andere linkse gevangenen.

## Revolutie
Toen begin november 1918 in verschillende Duitse steden opstanden uitbraken, organiseerde Eisner op 7 november een grote demonstratie tegen de oorlog in München. Toen bleek dat de soldaten daaraan meededen, vluchtte koning Lodewijk III van Beieren de stad uit. De nacht daarop kwam in een bierhuis een arbeiders- en soldatenraad bijeen onder leiding van Eisner, die de afschaffing van de monarchie proclameerde. De raad koos een regering van de nieuwe "Vrijstaat Beieren", die bestond uit leden van SPD en USPD, met Eisner als minister-president en minister van Buitenlandse Zaken. Een dag nadien, op 9 november, werd ook in Berlijn de republiek uitgeroepen. 
Erg populair werd Eisners regering niet. Op 11 november was de oorlog feitelijk beëindigd door een wapenstilstand, maar doordat de geallieerde blokkade bleef bestaan tot het sluiten van een vredesverdrag, bleef de situatie in Duitsland moeilijk en de nieuwe regering kon daar weinig aan veranderen. Bovendien werd de linkse jood Eisner in rechts-nationalistische kringen een symbool van de opkomende dolkstootlegende: mede dank zij de door hem veroorzaakte revolutie zou de Duitse nederlaag onvermijdelijk zijn geworden.Toen Eisner in december ook nog geheime officiële documenten publiceerde waaruit bleek dat Duitsland mee betrokken was bij het ultimatum van Oostenrijk-Hongarije aan Servië in juli 1914, werd dit door rechts als extra bewijs opgevat dat hij een verrader was.

## Moord
Bij de Beierse parlementsverkiezingen van 21 januari 1919 haalde Eisners USPD amper 2,5 procent, tegen 33 % voor de SPD en 35 % voor de conservatieve  Beierse Volkspartij.  Daarop besliste Eisner zijn ontslag in te dienen. Formeel zou dit gebeuren bij de eerste bijeenkomst van de nieuwe Landdag, op 21 februari.
Op 20 februari 1919 hield Eisner nog een pacifistische toespraak in het Deutsche Theater te München. De journalist en schrijver Gustav Regler was hierbij aanwezig en berichtte hier ook over. Eisner was de dag daarop op weg naar het parlementsgebouw in München toen de nationalistische en antisemitische ex-officier Anton graaf von Arco auf Valley, student aan de universiteit van München, hem in de rug schoot. Eisner was meteen dood.
Op 26 februari werd het lichaam van Eisner onder massale belangstelling naar het Münchense crematorium gevoerd, waar het werd verast. 
De moord op Eisner leidde tot nieuwe onlusten, met enkele moorden en een algemene staking. Communisten, anarchisten en een deel van de USPD vestigden van 7 april tot 2 mei 1918 een Münchense Radenrepubliek, die uiteindelijk hardhandig onderdruk werd. 

## Herdenking
In 1989 werd voor hem een monument opgericht op de plaats waar hij vermoord werd. Er staat te lezen: "Kurt Eisner, die de Beierse republiek uitriep op 8 november 1918 - later minister-president werd van de Republiek Beieren - werd hier vermoord op 21 februari 1919."

## Galerij

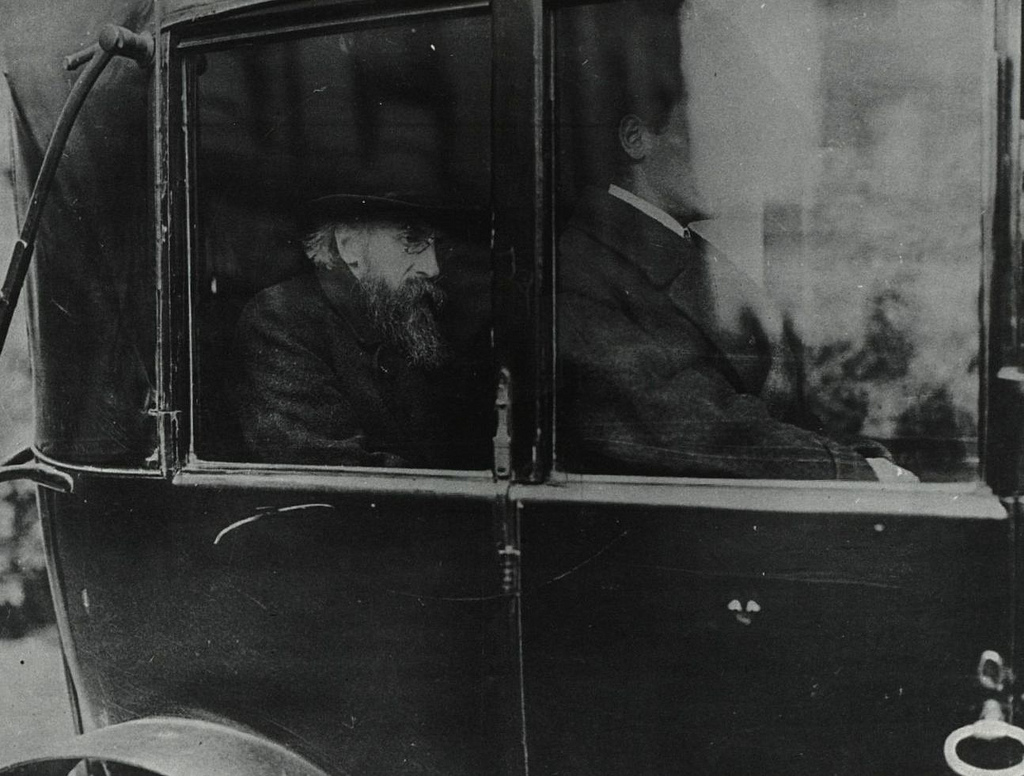
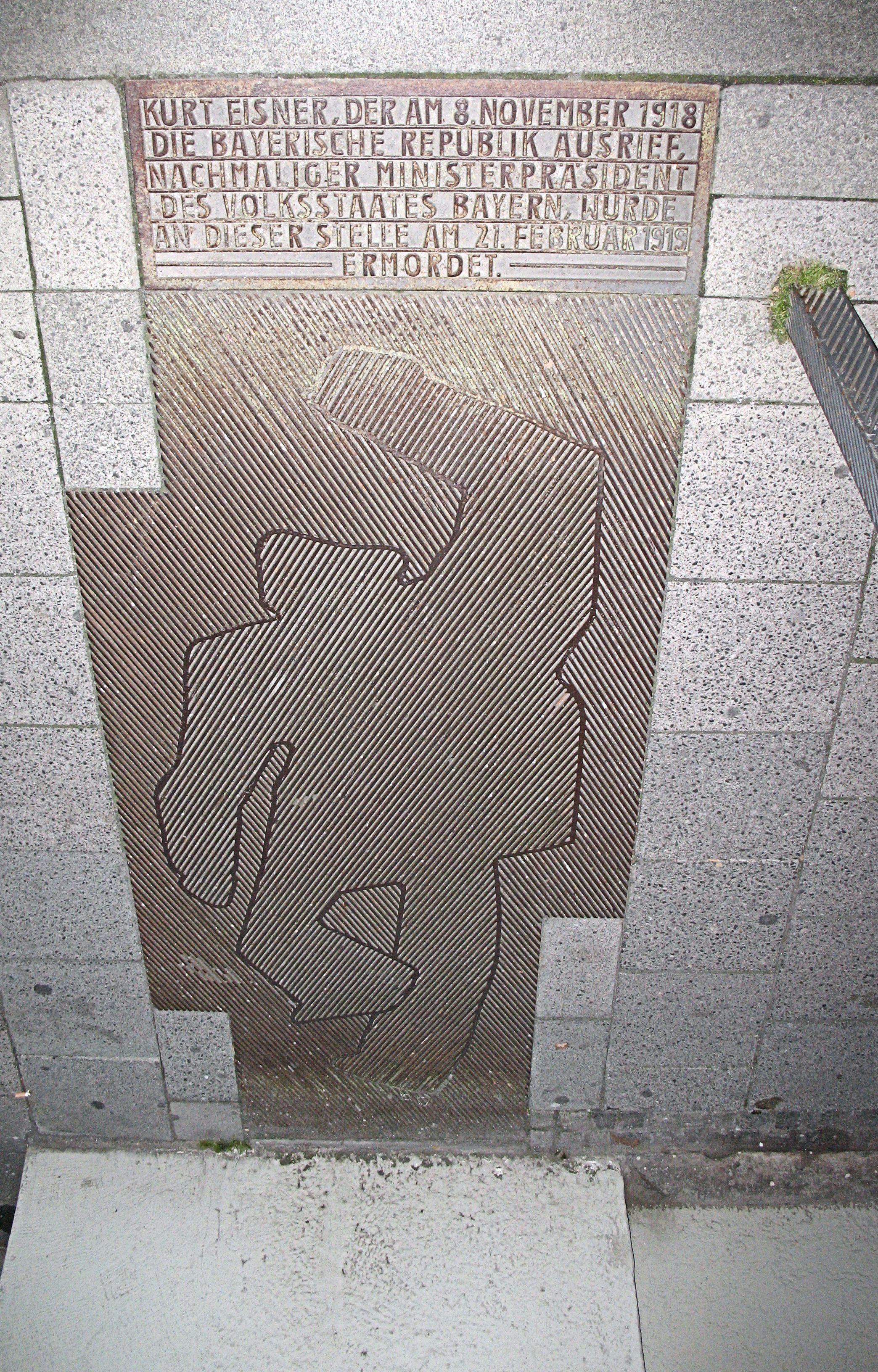
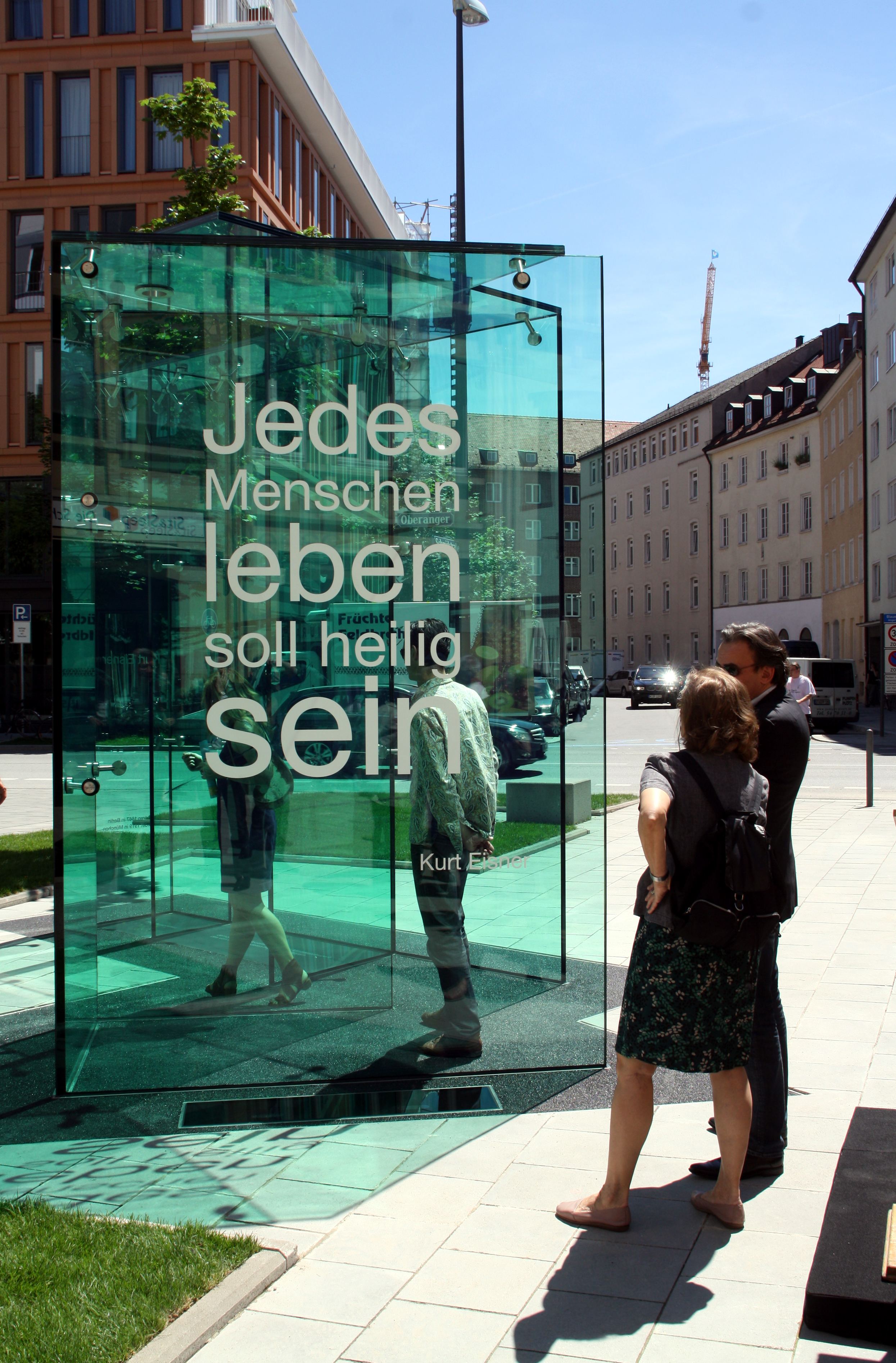
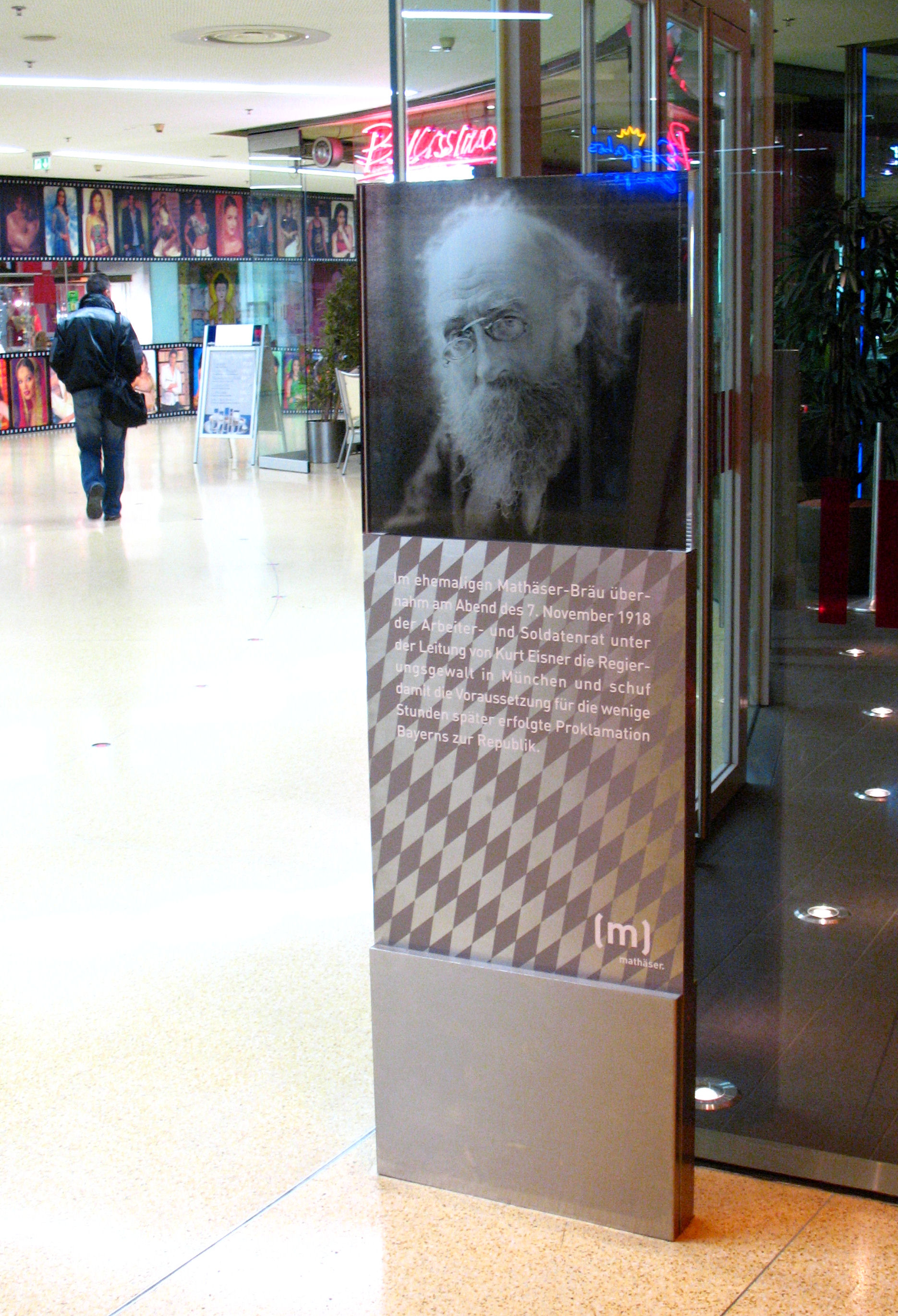
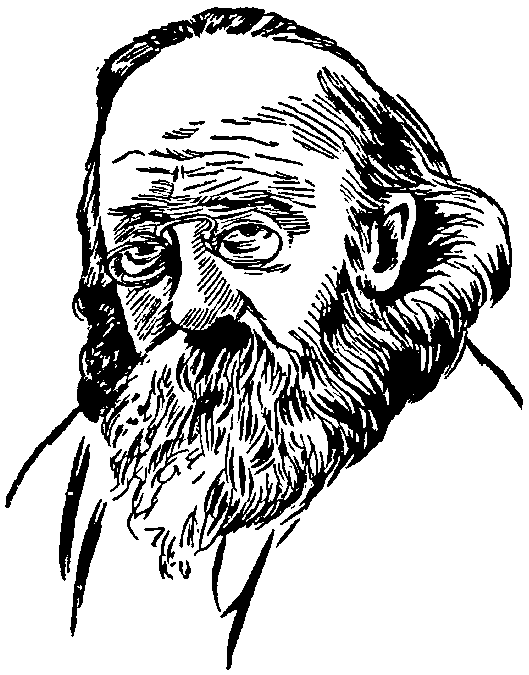

## Werken
- Psychopathia Spiritualis (1892)
- Eine Junkerrevolte (1899)
- Wilhelm Liebknecht (1900)
- Feste der Festlosen (1903)
- Die Neue Zeit (1919)

- Bibsys: 21113
- Biblioteca Nacional de Chile: 000508685
- Bibliothèque nationale de France: cb12125662f (data)
- CiNii: DA01803237
- Gemeinsame Normdatei: 118529706
- International Standard Name Identifier: 0000 0001 0900 4401
- Library of Congress Control Number: n50032724
- Nationale Bibliotheek van Tsjechië: jo2002112989
- Nationale Bibliotheek van Israël: 987007260596105171
- Nationale Bibliotheek van Polen: a0000001176833
- Nederlandse Thesaurus van Auteursnamen: 070464707
- SNAC: w6bp081k
- Système universitaire de documentation: 029685621
- Virtual International Authority File: 51723259
- WorldCat: E39PBJtmyTc7VMPmcwmWFP7PwC